# جوحی (کرخه)
جوحی، روستایی در دهستان سیدعباس بخش مرکزی شهرستان کرخه در استان خوزستان ایران است.

## جمعیت
بر پایه سرشماری عمومی نفوس و مسکن در سال ۱۳۹۵، جمعیت این روستا برابر با ۳۳۳ نفر (۷۶ خانوار) بوده‌است.